# Richard Schladebach
Julius Richard Schladebach (* 28. November 1876 in Wurzen; † 25. Juni 1945 ebenda) war ein deutscher Landwirt und Politiker (DNVP, Sächsisches Landvolk). Von 1926 bis 1933 war er Abgeordneter des Sächsischen Landtages.

## Leben
Richard Schladebach lebte als Stadtgutsbesitzer in Wurzen. Er engagierte sich im Sächsischen Landbund und wurde dessen stellvertretender Vorsitzender. Seit 1926 war er Abgeordneter des Sächsischen Landtags und gehörte der Fraktion der Deutschnationalen Volkspartei an. Nachdem das Sächsische Landvolk, das der parlamentarische Arm des Sächsischen Landbundes war,  nach der Landtagswahl vom 12. Mai 1929 eine eigene Fraktion bilden konnte, war Schladebach zunächst stellvertretender Fraktionsvorsitzender. Bereits nach wenigen Monaten löste er Max Schreiber als Fraktionsvorsitzender ab und übernahm gleichzeitig auch die Führung des Sächsischen Landbundes. Am 11. Oktober 1931 nahm Schladebach an der Tagung der Harzburger Front teil. Im Februar 1932 löste sich die SLV-Fraktion auf Anraten der Vertreterversammlung des Landbundes auf, Schladebach und drei weitere Abgeordnete schlossen sich der DNVP-Fraktion an. Nach der Verkündung des Gleichschaltungsgesetzes im März 1933 gehörte er für die in „Deutschnationale Front“ umbenannte DNVP erneut dem Landtag an, der 22. August 1933 zum letzten Mal tagte und dann aufgelöst wurde.
Über sein weiteres Leben ist nichts bekannt.